# Kilima
Genre
Kilima est un genre d'araignées aranéomorphes de la famille des Araneidae.

## Distribution
Les espèces de ce genre se rencontrent en zone afrotropicale.

## Liste des espèces
Selon World Spider Catalog (version 17.0, 17/03/2016) :
- Kilima conspersa (Grasshoff, 1970)
- Kilima decens (Blackwall, 1866)
- Kilima griseovariegata (Tullgren, 1910)

## Publication originale
- Grasshoff, 1970 : Die Gattung Kilima n. gen. (Arachnida: Araneae: Araneidae). Senckenbergiana biologica, vol. 51, p. 119-128.